# 淘气小亲亲
《淘氣小親親》（日语：イタズラなKiss），是日本漫畫家多田薰的一部愛情校園漫畫。1990年於別冊《Margaret》開始連載，單行本全23卷，累计发售量达2700万。台灣中文版由東立出版社代理。作品靈感來自作者與丈夫相識、相戀及相處的點滴，但由於作者在1999年3月11日的執筆途中辭世，因此作品沒有完結。

## 劇情內容
在高中的入學典禮中，一年F班的相原琴子第一眼看到一年A班的入江直樹，便喜歡上他。當鼓起勇氣，寫情書告白卻換回「我討厭笨女人」的無情答案。打算從此忘記直樹的琴子，有一天新建的自家卻因為地震震垮了，於是只好寄住在父親重雄學生時代的友人家。沒想到，父親友人的家即是直樹的家……
劇情描述大部分以女主角為主，依劇情轉折可以有很多分節，但以關係的大改變可以分為兩部。第一部是第一集女主角告白被拒絕，但借住男主角家之後和男主角慢慢相處，雙方對於對方認識越來越多互動也越來越多的過程。第一部和第二部的轉折是兩位主角的正式交往，並且馬上結婚。第二部從第11集開始，內容是狀況特殊的蜜月旅行。第14集女主角轉系成為護理系學生，開始有在護理系的劇情內容，第17集有在醫院裡實習的內容，第21集畢業及就業。漫畫內容不涉及醫療專業方面。

## 主要角色
聲優標示為廣播劇CD／動畫版／香港配音員／台灣配音員。

### 入江、相原家
入江直樹（聲優：平川大輔／黃榮璋（香港））
生日:11/12，星座:天蠍座，血型AB型。
斗南高中A班→斗南大學理工部→斗南大學醫學部
擁有200的高智商，但在愛情中卻有很低的情商，一直以來都不知如何表達自己的情感，個性苛刻和守原則，並且有時候過於沉穩內斂讓琴子受了委屈，不過對感情很專一。愛好書籍，空閒時間幾乎都在看書。直樹是許多女孩子完美的夢中情人，課業、體能、廚藝樣樣精通。聰明到足夠看透人心與目的，因此冷漠彷彿就是保護自己的外殼，卻只有傻勁的琴子讓他不理解，因此產生了興趣。遇見琴子之後，也變成了有情緒有脾氣的人。內斂成為了他對任何人的情愫表方式。尤其對待琴子。他永遠用這樣的愛來默默保護他心愛的人。是個可靠，成熟卻不失率真的人。最討厭琴子的地方是目標除了自己以外，卻沒有規劃未來的人生目標，希望某天琴子可以獨立不再依靠自己才是直樹所期望的。雖然心中喜歡琴子，卻從不會在眾人面前表現出來，而是要選擇默默的愛她。
在能力分班的斗南高中就讀學業最好的A班，且持續保持全校第一名。因為頭腦太好，不須努力就能得到收穫，反而沒有目標，直到遇見琴子，才漸漸開始嘗試探索人生。剛開始同居時對琴子愛理不理，卻因琴子手上握有直樹幼時被母親打扮成小女孩的照片，不得不幫琴子補習，自此才開始與琴子有較密切的互動，但多以惡作劇或奚落為主。在T大入學考當天，藉口陪伴生病的琴子不赴考，直升斗南大學理工部。高中畢業典禮後的謝師宴，第一次惡作劇似地吻了琴子。一次裕樹因腸套疊住院後，因為同房病童的情況以及琴子的話語，而暗自決定瞞著家裡轉學至醫學部。大三時適逢泡沫經濟，一度為拯救父親的公司，決定與大泉社長的孫女沙穗子訂婚，後來因阿金向琴子求婚，終於正視自己的心意，向琴子求婚成功。
相原琴子（聲優：水樹奈奈（動畫）／張頌欣／楊凱凱）
生日:9/28，星座:天秤座，血型B型。
斗南高中F班→斗南大學文學部日本文學組→斗南大學醫學院護理部
心地善良，個性憨厚直接、樂觀有耐性，但愛幻想、頭腦不好，對家事更是一竅不通。每年送情人節巧克力給直樹都以失敗告終。儘管笨手笨腳，常把事情搞砸，卻還是努力不懈地朝目標前進。高一開學典禮時就對代表新生致詞的直樹一見鍾情。高三時下定決心向直樹表白，卻被狠狠拒絕，才想說服自己別再喜歡直樹，沒料到父親和直樹的父親竟是多年好友，而父女兩人更在地震震垮新屋後，遷入入江家。琴子就此和直樹展開同住在一個屋檐下的新生活，而琴子一顆純潔少女心又忍不住因此而陷落。雖然因為直樹冷漠的態度，加上自己的笨拙常為直樹帶來麻煩。而使得琴子好幾次都想要放棄離開，但最後都因直樹態度上的些微轉變，而繼續鼓足勇氣邁進。
在能力分班的斗南高中就讀學業最差的F班，但曾因威脅直樹為其補習，一度得到全校一百名的佳績，其後也因直樹的補習順利直升大學。原本在高中謝師宴上，因自己和F班被同場的A班瞧不起，一怒之下決定放棄直樹，卻被直樹拖到場外以惡作劇的方式親吻。大學追隨直樹加入網球社，間接導致大一學園祭時，動畫社以琴子為藍本創作電影「網球戰士克多琳」，不僅大受歡迎，也讓琴子在不知情的狀況下當選了當年校花。在直樹透露學醫的意願後，幾經周折，下定決心成為直樹的助力，降轉至護理部。在原作因作者辭世中斷處暗示琴子已經懷孕。
入江裕樹（聲優：田中真弓／朴璐美／伍秀霞（香港））
生日:11/5，星座:天蠍座，血型A型。
出場時9歲，直樹的弟弟，可愛聰明又成熟，極度崇拜哥哥直樹，最大心願是在直樹繼承父親的公司後，擔任哥哥的助手。不太瞧得起太笨的人，對琴子也沒有好臉色。將琴子當作暑假作業的研究對象，時常注意琴子又做了什麼蠢事，但漸漸地也被琴子那股傻勁和真誠所感動。在一次暑假到直樹打工所在的清里度假時，目睹直樹偷吻睡著的琴子，是在兩人婚前唯一一個知道直樹喜歡琴子的人。
相原重雄（聲優：相澤正輝／島田敏／古明華／林谷珍）
琴子父親，料理屋「福吉」的主廚兼店長，江戶子（指在東京土生土長的在地人），通稱「阿相」。
相原悅子（
琴子母親，已逝。長相與琴子十分相似。
入江紀子（聲優：堀越真己／松井菜櫻子／蔡惠萍／李明幸）
佐賀縣太良町出身，本姓一色。生日:3/14，星座:雙魚座，血型A型。約40~45歲，直樹、裕樹的母親，家庭主婦，個性有些無厘頭、喜歡熱鬧、極愛拍照。一直希望有個可愛的女兒，因此和琴子十分投緣，把她當作女兒對待。用盡一切手段想撮合琴子和直樹。常常偽裝到學校去探聽直樹和琴子的情況，或散布兩人在一起的消息，不過她的偽裝常被其他人看穿。愛子心切的入江媽媽總以自己認為最好的方式去安排孩子的人生，結果反而造成直樹的反彈，為母子埋下衝突的引信，也間接強化直樹不願承認對琴子心意的行為。
直樹和裕樹的相貌都遺傳自紀子。
入江重樹（聲優：龍田直樹／長嶝高士／陳永信（香港））
佐賀縣出身，生日:1/14，星座:摩羯座，血型B型。約40~45歲，直樹、裕樹的父親，潘達玩具公司的老闆，個性和善慈祥、有義氣。十分認同直樹的才華，一心希望直樹能進入自己的母校T大就讀，畢業後繼承自己的公司。
入江琴美（聲優：金田朋子）
生日:10/2，星座:天秤座，血型AB型，直樹和琴子的女兒，被遺傳到直樹的聰明和良好的運動神經，琴子的活潑開朗與重視愛情。（原作中並未出現）
入江理加
直樹的堂妹/裕樹的堂姊，漂亮又聰明，從小就欣賞直樹，在美國生活五年後歸國。
小小
入江家的愛犬。聖伯納犬。

### 其他角色
池澤金之助（聲優：阪口候一／阪口周平／何承駿／孫誠）
生日:12/9，星座:射手座，血型:O型。琴子好友兼同班同學，衝動型，單戀琴子，視直樹為情敵。本作甘草人物。冒失的阿金經常為了琴子而遭遇倒楣的事情，例如在雪地中凍僵、差點摔下懸崖等。因不願接受直樹的補習，成為班上唯一沒有升學的人。其後旋即決定要及早社會化，為迎娶琴子做準備，並為了盡可能接近琴子，白天在斗南大學食堂打工，晚上在「福吉」當學徒，勤奮認真的專業研修態度深受重雄肯定。當琴子因直樹與沙穗子訂婚深受打擊時，陪伴琴子並帶給琴子歡笑，不過仍舊求婚失敗。原本對主動追求自己的克莉絲感到厭煩，但後來被克莉絲的堅持感動，兩人最後結婚。
小森純子（聲優：熊井統子／山田茸／陳琴雲／李明幸）
琴子好友兼同班同學，夢想是成為音樂雜誌的編輯。
石川理美（聲優：鈴木菜穗子／早水理沙／曾秀清（香港））
琴子好友兼同班同學，夢想是成為女子上班族。
ナラサキ淳平
純子的男友，視覺系搖滾樂團主唱。
高宮良
理美的男友，富有人家的兒子。
渡邊純一（聲優：小野友樹／李凱傑（香港））
直樹的同班同學，常跟隨直樹。
矢田園子（聲優：仲間由紀惠）
直樹的同班同學。（原作未出現）
松本裕子（聲優：增田由紀／陳凱婷／李明幸）
崇拜、愛慕直樹的天才少女，追隨直樹就讀斗南大學理工部，琴子的情敵，但卻是拿得起放得下的人。文武雙全，網球社主將。雖然常對琴子酸言酸語，其實很佩服對方的努力。愛犬是阿富汗獵狗。
松本綾子（聲優：世戶沙織／鄭麗麗（香港））
裕子的妹妹。法學部。比直樹、琴子、裕子小一歲。網球實力在綾子之上。原本想藉請直樹做家教之便追求直樹，後來因故與同班的武人相戀。
須藤前輩（聲優：岩田光央／李錦綸／林谷珍）
直樹的學長，喜歡裕子。在網球社實施魔鬼訓練。經常利用直樹當餌，製造與裕子見面的機會；也在直樹為求獨立搬出家門後，數次以直樹的消息交換琴子請客。畢業後仍很多次回到大學網球部，因為他想每天都能看到裕子。
阿諾（第6冊）、nobu（第23冊）（聲優：真田麻美）
入江裕樹住院時同病房的小孩，後來成為model
中川武人（聲優：泰勇氣）
原先追求琴子的大一生，法學部，曾是阿金的情敵，在高中時就因風聞直樹和琴子的花邊新聞而注意起琴子。後來因故轉而跟綾子戀愛。
克莉絲 （聲優：後藤邑子）
以結交日本男友為目標的交換生。來自英國，母系有貴族血統。琴子招待其到福吉體驗河豚料理時對阿金一見鍾情，儘管阿金刻意刁難，仍努力成為典型的大和撫子，最終感動阿金。
菅原（聲優：泉尚摯）
琴子高中F班的老師。
佐川好美
和裕樹同年級，曾經向裕樹告白卻被拒絕，但在琴子鼓勵之後，繼續倒追好幾年，後來成為裕樹在意的人，並成為裕樹的女朋友。

#### 護理部
- 小倉智子（聲優：片貝愛子／陳皓宜（香港））

外表甜美但喜歡血的反差女生。
- 品川真理奈（聲優：井上麻里奈／余欣沛（香港））

以做醫生太太為目標而就讀護理部。入江直樹俱樂部的會員。
- 鴨狩啟太（聲優：神奈延年／黃啟昌（香港））

夢想成為全國第一優秀護理士的熱血青年。
看到直樹的冷淡個性，想拯救自己想像中的琴子，所以曾經對琴子告白。他對琴子的追求，讓直樹被金之助點醒原來直樹自己也有吃醋的情緒。
- 桔梗幹（聲優：齋賀光希／麥皓豐（香港））

貌美的跨性別者（生理男性，心理女性）。入江直樹俱樂部的會長。

#### 醫學部
- 船津誠一

視入江為對手，喜歡真理奈。

## 出版書籍
- Margaret Comics《淘氣小親親》全23卷

| 冊數 | 集英社         | 集英社             |
| 冊數 | 發售日期       | ISBN               |
| ---- | -------------- | ------------------ |
| 1    | 1991年1月30日  | ISBN 4-08-849727-9 |
| 2    | 1991年4月1日   | ISBN 4-08-849755-4 |
| 3    | 1991年8月28日  | ISBN 4-08-849793-7 |
| 4    | 1991年12月21日 | ISBN 4-08-849832-1 |
| 5    | 1992年4月29日  | ISBN 4-08-849872-0 |
| 6    | 1992年8月30日  | ISBN 4-08-848013-9 |
| 7    | 1992年2月22日  | ISBN 4-08-848050-3 |
| 8    | 1993年4月27日  | ISBN 4-08-848088-0 |
| 9    | 1993年8月30日  | ISBN 4-08-848129-1 |
| 10   | 1993年12月22日 | ISBN 4-08-848169-0 |
| 11   | 1994年7月30日  | ISBN 4-08-848238-7 |
| 12   | 1994年11月30日 | ISBN 4-08-848278-6 |
| 13   | 1995年4月30日  | ISBN 4-08-848336-7 |
| 14   | 1995年10月30日 | ISBN 4-08-848415-0 |
| 15   | 1996年2月28日  | ISBN 4-08-848468-1 |
| 16   | 1996年5月29日  | ISBN 4-08-848506-8 |
| 17   | 1996年9月30日  | ISBN 4-08-848554-8 |
| 18   | 1997年3月2日   | ISBN 4-08-848616-1 |
| 19   | 1997年7月30日  | ISBN 4-08-848682-X |
| 20   | 1998年3月30日  | ISBN 4-08-848784-2 |
| 21   | 1998年7月29日  | ISBN 4-08-848836-9 |
| 22   | 1998年12月2日  | ISBN 4-08-847002-8 |
| 23   | 1999年5月30日  | ISBN 4-08-847067-2 |

- 集英社文庫Comic版《淘氣小親親》全14卷
- 集英社Girls Remix《淘氣小親親》全6卷
- 淘氣小親親─多田薰插畫集 SG Comics Special
- Fairbell Comics《淘氣小親親》全12卷
- Cobalt文庫《淘氣小親親》全2冊（著 - 原田紀）

## 廣播劇CD
- イタズラなKiss 1 〜フラれても好きな人〜（2005年1月25日發行）
- イタズラなKiss 2 〜イタズラなKiss!?〜（2005年2月25日發行）
- イタズラなKiss 3 〜入江くんのプロポーズ!?〜（2005年3月25日發行）
- イタズラなKiss 4 〜戀のライバル出現注意報!!〜（2005年5月25日發行）
- イタズラなKiss 5 （2006年發行）
- イタズラなKiss 6 （2006年發行）

### 音樂
- 「Dist」M＋K（第1卷～第3卷 OP）

作詞、作曲：Mine
- 「モンマルトルの丘」M＋K（第1卷～第3卷 ED）

作詞：Mine，作曲：Kohta Igarashi
- 「76th STAR」水樹奈々（第4卷～第6卷 OP）

作詞：Nokko、沢ちひろ，作曲：土橋安騎夫，編曲：五十嵐公太
- 「好き!」水樹奈々（第4卷～第6卷 ED）

作詞：水樹奈々，作曲、編曲：五十嵐公太

### 製作人員
- 企畫、製作 - 港製作公司
- 音響監製、導演 - 難波圭一
- 腳本 - 松田環
- 錄音、調整 - 石阪徹
- 音響效果 - 村田裕子
- 角色設定協助 - kekke corporation
- 製作進行 - 原田茂
- 監製 - 西川茂（作者的丈夫）

## 電視動畫
《惡作劇之吻 Kiss》全25話
- 日本於2008年4月起在CBC、TBS播放。
- 台灣於2009年1月5日起在緯來日本台週一至五晚上七點半至八點播放。
- 香港於2010年12月17日起在J2台週五晚上十時至十時半播放。

### 每集標題
| 集數 | 日文標題 | 中文標題               | 腳本       | 分鏡       | 演出          | 作畫監督                     |
| ---- | -------- | ---------------------- | ---------- | ---------- | ------------- | ---------------------------- |
| 1    |          | 命運的惡作劇           | 清水友佳子 | 山崎理     | 山崎理        | 大久保修                     |
| 2    |          | 危險的同居生活         | 広田光毅   | 金崎貴臣   | 山口武志      | 小林一三                     |
| 3    |          | 戀愛接力棒             | 松田恵里子 | 小林一三   | 小酒井悠      | Chol young hee Jung gee hee  |
| 4    |          | 心跳的暑假             | 小林成朗   | 大庭秀昭   | 新田義方      | 森友廣樹 鵜池一馬            |
| 5    |          | 走上絕路！F班冬季之陣  | 広田光毅   | 星野真     | 星野真        | 佐々木敏子                   |
| 6    |          | 巧克力、應考和疫病     | 清水友佳子 | 名村英敏   | 吉田理紗子    | 池下博紀                     |
| 7    |          | 惡作劇之吻             | 松田恵里子 | 福田貴之   | 伊藤伸太郎    | 加藤洋人 Kim boo young       |
| 8    |          | 憧憬的校園生活!?       | 小林成朗   | 小林一三   | 康村諒        | 末廣直貴                     |
| 9    |          | 瞄準約會!              | 広田光毅   | 五月女有作 | 五月女有作    | 渡辺伸弘                     |
| 10   |          | 再見．雨天             | 小林成朗   | 山口武志   | 山口武志      | 阿部達也                     |
| 11   |          | 在夢中Kiss．Kiss．Kiss | 松田恵里子 | 辻伸一     | 井上義弘      | Lee jong kyung Kim boo young |
| 12   |          | 交錯的心               | 小林成朗   | 大庭秀昭   | 守田芸成      | 鵜池一馬                     |
| 13   |          | 戀愛的句號             | 清水友佳子 | 高梨光     | 山崎理 清水聰 | 大久保修                     |
| 14   |          | 最強的Kiss             | 清水友佳子 | 山崎光惠   | 山崎光惠      | 藤原未来夫                   |
| 15   |          | 蜜月旅行．恐慌!        | 広田光毅   | 名村英敏   | 津田尚克      | Lee jong kyung Kim boo young |
| 16   |          | 緊隨而至的幸福         | 小林成朗   | 小林一三   | 水本葉月      | 明珍宇作                     |
| 17   |          | 令人妒忌的新面孔       | 廣田光毅   | 五月女有作 | 五月女有作    | 三浦貴弘                     |
| 18   |          | 不愉快的三角關係       | 清水友佳子 | 高梨光     | 山口武志      | 音尾琢磨                     |
| 19   |          | CRAZY FOR YOU          | 清水友佳子 | 大庭秀昭   | 守田芸成      | 鵜池一馬                     |
| 20   |          | 南丁格爾的誓言         | 松田恵里子 | 山本泰一郎 | 辻泰永        | 高橋由伸                     |
| 21   |          | 玻璃般的少年           | 広田光毅   | 名村英敏   | 所俊克        | 八代希美子 石田啓一          |
| 22   |          | 最好的禮物             | 小林成朗   | 青柳宏宣   | 吉田里紗子    | 池下博紀                     |
| 23   |          | 你的世界因我而轉       | 清水友佳子 | 高梨光     | 五月女有作    | 渡辺伸弘                     |
| 24   |          | 高興．戀愛．狂歡       | 清水友佳子 | 名村英敏   | 清水聡        | 小坂知 佐佐木惠子 鵜池一馬   |
| 25   |          | Hello Again            | 松田恵里子 | 金崎貴臣   | 山崎理        | 山崎理                       |

### 音樂
片頭曲
- （第1話～第25話）

作詞、作曲：秦基博，編曲：松浦晃久，演唱：秦基博
片尾曲
- （第1話～第12話）

作詞：，作曲：中島優美，編曲、演唱：GO!GO!7188
- （第10話插曲）（第13話～第23話、第25話）

作詞：AZU & Naoki Takada，作曲：Kazunori Fujimoto & Naoki Takada，編曲：Kazunori Fujimoto，演唱：AZU

### 製作人員
- 導演 - 山崎理
- 系列構成 - 清水友佳子
- 人物設定 - 藤岡真紀、想田 和弘
- 美術監製 - 松本浩樹
- 色彩設計 - 西香代子、佐藤直子
- 攝影監製 - 桑良人
- 編輯 - 柳圭介
- 音樂 - 高梨康治
- 音響監製 - 長崎行男
- 音響製作 - Trinity Sound
- 動畫製作 - TMS Entertainment

## 舞台劇
- 日本

2008年《惡作劇之吻〜戀愛夥伴的學園傳說〜》（舞台版 イタズラなKiss 〜恋の味方の学園伝説〜）及2009年《惡作劇之吻〜畢業篇〜》（舞台版 イタズラなKiss 〜卒業編〜）。由八神蓮飾演入江直樹；安倍麻美飾演相原琴子。
- 台灣

2012年《淘氣小親親》。由黃騰浩飾演江植樹；魏蔓飾演袁湘琴。

## 電視劇
- 日本

1996年拍攝《惡作劇之吻》（イタズラなKiss）。由柏原崇飾演入江直樹；佐藤藍子飾演相原琴子，於1996年10月14日起於日本朝日電視台週一晚上播出。
2013年拍攝《惡作劇之吻～Love in TOKYO》（イタズラなKiss～Love in TOKYO）及2014年拍攝續集《惡作劇之吻2～Love in TOKYO》（イタズラなKiss 2～Love in TOKYO）。由古川雄輝飾演入江直樹；未來穂香飾演相原琴子，於2013年3月29日起在日本富士電視台週五深夜收費台播出。
- 台灣

2005年拍攝《惡作劇之吻》。由鄭元暢飾演江直樹；林依晨飾演袁湘琴，於2005年9月25日起於台灣中視週日晚上播出。
2007年拍攝续集《惡作劇2吻》。由鄭元暢飾演江直樹；林依晨飾演袁湘琴，於2007年12月16日起於台灣中視週日晚上播出。
2016年再度拍攝《惡作劇之吻》。由李玉璽飾演江植樹；吳心緹飾演向月琴，於2016年12月起於台灣超視週日晚上播出。
- 韓國

2010年拍攝「《惡作劇之吻》韓國版」（장난스런 키스）。由SS501的金賢重飾演白勝祖；庭沼玟飾演吳哈妮，於2010年9月1日起於韓國MBC電視台播出。
- 泰國

2015年拍攝「Kiss Me」（รักล้นใจนายแกล้งจุ๊บ Kiss me）。由Golf & Mike的Mike D. Angelo飾演Ten Ten；李海娜飾演Taliw，於2015年起於泰國True4U電視台播出。

## 電影
- 日本

2016年及2017年拍攝《惡作劇之吻 THE MOVIE》（イタズラなKiss THE MOVIE）。由佐藤寬太飾演入江直樹；美沙玲奈飾演相原琴子。共三部。
- 臺灣

2019年拍攝《一吻定情》。由王大陸飾演江直樹；林允飾演原湘琴。

## 外部連結
- 多田薰 官方網站 （页面存档备份，存于）（日語）